# Нё-ле-Мин (кантон)
Нё-ле-Мин (фр. Nœux-les-Mines) — кантон во Франции, находится в регионе О-де-Франс, департамент Па-де-Кале. Входит в состав округа Бетюн.

## История
До 2015 года в состав кантона входили коммуны:
- Бёври
- Лабурс
- Нё-ле-Мин
- Сайи-Лабурс

В результате реформы 2015 года  состав кантона был изменен — в его состав вошел упраздненный кантон Барлен и отдельные коммуны кантонов Бетюн-Сюд и Сен-ан-Гоэль.

## Состав кантона с 22 марта 2015 года
В состав кантона входят коммуны (население по данным Национального института статистики Архивная копия от 7 ноября 2021 на Wayback Machine за 2018 г.):
- Айикур (4 831 чел.)
- Барлен (7 603 чел.)
- Водрикур (1 006 чел.)
- Гоне (955 чел.)
- Друвен-ле-Маре (605 чел.)
- Лабурс (2 878 чел.)
- Нё-ле-Мин (11 813 чел.)
- Рюис (1 562 чел.)
- Ушен (716 чел.)
- Фукрёй (1 590 чел.)
- Фукьер-ле-Бетюн (1 045 чел.)
- Эрсен-Купиньи (6 263 чел.)
- Эсдиньёль-ле-Бетюн (823 чел.)

## Политика
На президентских выборах 2022 г. жители кантона отдали в 1-м туре Марин Ле Пен 46,8 % голосов против 21,1 % у Эмманюэля Макрона и 13,7 % у Жана-Люка Меланшона; во 2-м туре в кантоне победила Ле Пен, получившая 64,8 % голосов. (2017 год. 1 тур: Марин Ле Пен – 40,5 %, Жан-Люк Меланшон – 19,2 %, Эмманюэль Макрон – 15,8 %, Франсуа Фийон – 10,3 %; 2 тур: Ле Пен – 59,0 %. 2012 год. 1 тур: Франсуа Олланд — 31,8 %, Марин Ле Пен — 28,0 %, Николя Саркози — 17,6 %; 2 тур: Олланд — 61,4 %).
С 2015 года кантон в Совете департамента Па-де-Кале представляют член совета города Нё-ле-Мин Карин Готье (Karine Gauthier) и сенатор, бывший мэр города Барлен Мишель Дагбер (Michel Dagbert) (оба — Социалистическая партия).
|                | Кандидаты                     | Партия                   | Первый тур | Первый тур     | Второй тур | Второй тур |
| Кол-во голосов | Кандидаты                     | Партия                   | % голосов  | Кол-во голосов | % голосов  |            |
| -------------- | ----------------------------- | ------------------------ | ---------- | -------------- | ---------- | ---------- |
|                | Карин Готье Мишель Дагбер     | Социалистическая партия  | 5 115      | 51,02          | 6 125      | 60,11      |
|                | Жером Антошевич Амандин Имбло | Национальное объединение | 3 805      | 37,95          | 4 065      | 39,89      |
|                | Роксана Ленуар Реми Мажорчик  | Разные левые             | 1 106      | 11,03          |            |            |

|                | Кандидаты                         | Партия                  | Первый тур | Первый тур     | Второй тур | Второй тур |
| Кол-во голосов | Кандидаты                         | Партия                  | % голосов  | Кол-во голосов | % голосов  |            |
| -------------- | --------------------------------- | ----------------------- | ---------- | -------------- | ---------- | ---------- |
|                | Карин Готье Мишель Дагбер         | Социалистическая партия | 6 243      | 42,57          | 7 977      | 53,98      |
|                | Брюно Валле Мете Лека             | Национальный фронт      | 6 232      | 42,50          | 6 801      | 46,02      |
|                | Марино Бирамбо Анни Деланнуа Юмес | Правый блок             | 2 189      | 14,93          |            |            |

|  | Кандидат       | Партия                  | % голосов |
|  | -------------- | ----------------------- | --------- |
|  | Жак Вильдари   | Социалистическая партия | 65,01     |
|  | Жак Свитальски | Зеленые                 | 34,99     |